# Morvay László
Morvay László (Esztergom, 1947. szeptember 4. – Budapest, 2004. március 1.) magyar grafikus, zománcművész, egyetemi tanár, költő.

## Életpályája
1974-ben diplomázott az egri Ho Si Minh Tanárképző Főiskolán, s ettől az évtől volt kiállító művész is. 1979–1982 között a Képző- és Iparművészeti Szakközépiskola pedagógusaként tevékenykedett. 1983–1994 között a Janus Pannonius Tudományegyetem oktatója és egyetemi adjunktusa volt. 1986-ban elvégezte a Magyar Képzőművészeti Főiskolát, ahol Patay László és Bráda Tibor oktatta. 1997-ben a Tűzzománcművészek Magyar Társaságának elnöke lett. Itthon Felsőbáránd, Zebegény, Kecskemét, Visegrád, külföldön pedig az USA, Japán, Németország városaiban voltak kiállításai.
A Gaál Imre Ifjúsági és Gyermek Képzőművészeti Stúdió Alapítvány vezetője, a Magyar Illusztrátorok Társaságának és a Magyar Grafikusművészek Szövetségének tagja volt.
Sírja a Kerepesi temetőben található (42/1-A-41).

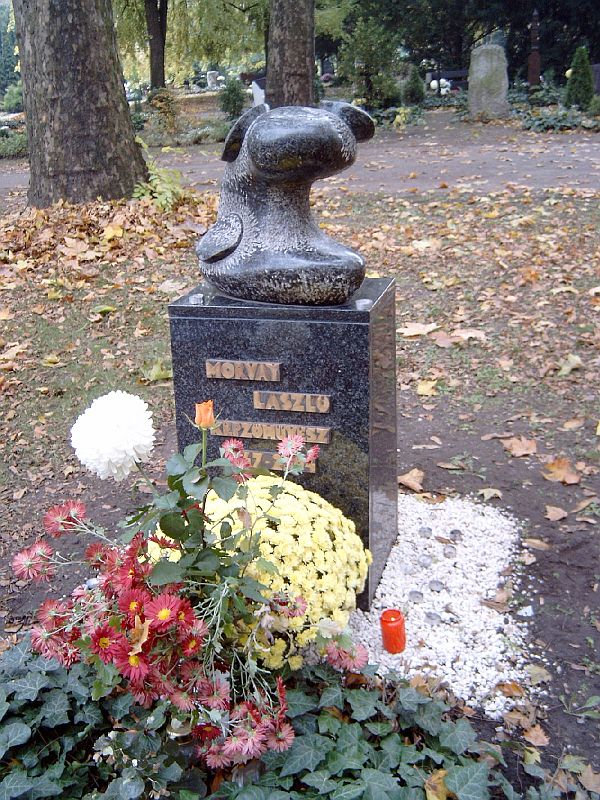
Morvay László grafikus, zománcművész sírja Budapesten. Kerepesi temető: 42/1-A-41.

## Egyéni kiállításai
- 1974, 1991 Esztergom
- 1975 Firenze
- 1976, 1981, 1990, 1999 Budapest
- 1977 Selmecbánya
- 1980 Zürich
- 1987 USA
- 1988 Tokió
- 1989 München
- 1990 Bécs
- 1991, 1993 Pécs
- 1996 Hamburg

## Művei
- Stációk a nagyváradi várban (Nagyvárad, 1992)
- Krisztusi keresztút (Harkány, 1993)
- A magyar történelem keresztútja, a nemzet stációi (Harkány, 1993)
- Magyarok hét nyila (Ópusztaszer, 1996)
- Mesefigurák (Budapest, 1998)
- Szent István (Hévíz, 1999)

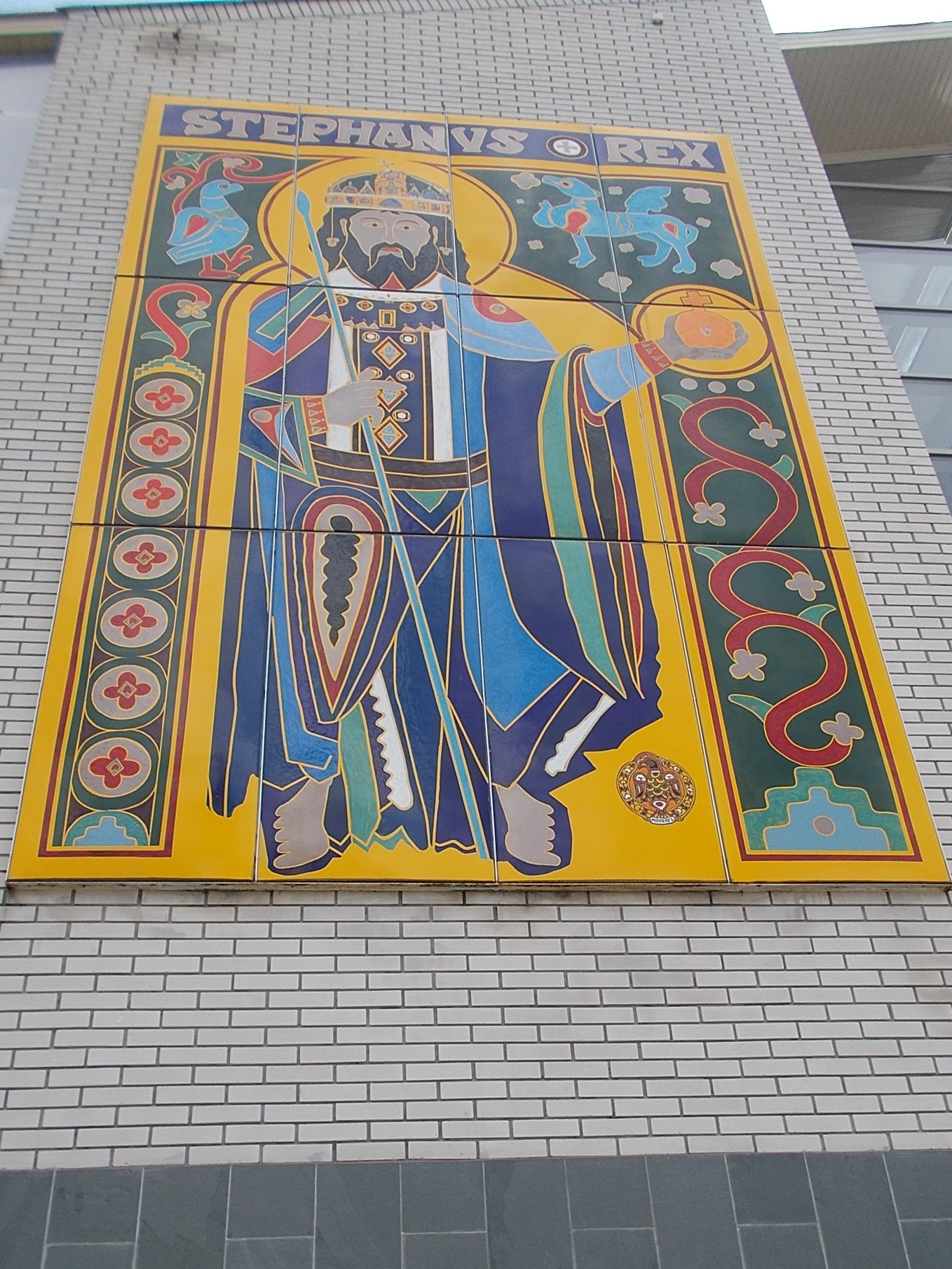
Szent István a Városháza épületén. Morvay László 24 m2-es tűzzománc alkotása (1999)

- Kakas a soroksári református templom tornyán (Budapest, 2000)
- Tűzzománckép (Budapest, 2003)

## Könyvei
- és oly ritkán. Versek, képek (1972-1997) (Chicago-Budapest, 1997)

## Díjai
- grafikai díj (1978, 1982, 1986)
- Sahara Grand Prix-díj (1992)
- zománcművészeti nagydíj (1995)